# 도플러 효과

왼쪽으로 움직이는 음원. 오른쪽 보다 왼쪽이 주파수가 더 높다.

(영어: Doppler effect 또는 Doppler Shift / 도플러 천이)는 어떤 파동의 파동원과 관찰자의 상대 속도에 따라 진동수와 파장이 바뀌는 것을 가리킨다. 소리와 같이 매질을 통해 움직이는 파동에서는 관찰자와 파동원의 매질에 대한 상대속도에 따라 효과가 변한다. 그러나 빛이나 일반상대성이론에서의 자기력과 같이 매질이 필요 없는 파동의 경우 관찰자와 파동원의 상대속도만이 도플러 효과에 영향을 미친다.

## 개요

### 파원이 움직일 때

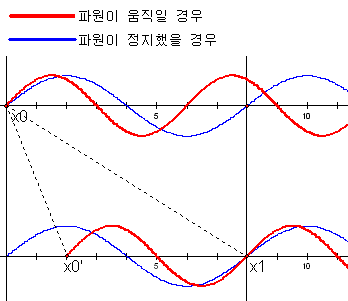
x0에 있던 파원이 T초 동안 x0'로 이동하면서, x0에서 시작했던 파동은 T초후에 x1=λ까지 이동하고, 관측된 파장λ'=λ-x0'가 된다.

파원이 {\displaystyle v_{s}}의 속도로 파동의 한 주기 {\displaystyle T}초 동안 관찰자에게 다가갈 때, 파원은 {\displaystyle v_{s}T}만큼 가까워지므로 {\displaystyle \lambda '=\lambda -v_{s}T}가 된다. 여기에 {\displaystyle \lambda '=v/f',\lambda =v/f,T=1/f}를 대입하여 정리하면,
{\displaystyle f'=\left({\frac {v}{v-v_{s}}}\right)f}

### 관찰자가 움직일 때
관찰자가 {\displaystyle v_{0}}의 속도로 파원에 다가갈때, 관찰자에 대한 파동의 상대속도 {\displaystyle v'=v+v_{0}}가 된다. 양변을 {\displaystyle \lambda }로 나누어 정리하면,
{\displaystyle f'=f+{\frac {v_{0}}{\lambda }}=\left({\frac {v+v_{0}}{v}}\right)f}

### 파원과 관찰자 모두 움직일 때
관찰자와 파원이 서로를 향해 다가갈 때에는, 위의 두 결과를 종합해 관찰된 진동수를 결정할 수 있다. 
{\displaystyle f'=\left({\frac {v+v_{0}}{v-v_{s}}}\right)f}
여기에서,
{\displaystyle f}는 파동의 실제 진동수이며, {\displaystyle f'}는 관찰자가 관측한 진동수이다.
{\displaystyle v\;}는 파동의 매질 내에서의 속도이다.
{\displaystyle v_{s}\,}는 매질에 대한 파원의 속도이다. 파원이 관측자 쪽의 방향으로 움직일 때 양수이다.
{\displaystyle v_{0}\,} 은 매질에 대한 관측자의 속도이다. 관측자가 파원 쪽의 방향으로 움직일 때 양수이다.
두 속력 {\displaystyle v_{s}}와 {\displaystyle v_{0}}는 관측되는 주파수가 파원이 관측자로 접근하거나 관측자가 파원 쪽으로 움직일 때에는 증가한다. 주파수는 서로 멀어지는 경우에는 줄어든다.
위의 수식은 파원이 직접 다가오거나 멀어지는 상황을 가정한다. 파원이 관측자에 특정한 각도와 속도를 유지하면서 접근하면, 관측되는 주파수는 처음에는 방출되는 주파수보다 높고, 이후 관측자에 가까워질수록 단조 감소한다. 관측자에 가장 접근했을 때에는 같아지다가 다시 멀어짐에 따라 단조 감소한다. 관측자가 물체의 진행 경로에 매우 가깝다면, 높은 주파수에서 낮은 주파수로 급격히 변환되며, 경로로부터 멀리 떨어져 있으면, 완만히 바뀌게 된다.
파동의 속도가 파원과 관측자의 상대 속도에 비해 훨씬 큰 경우(전자기파나 빛이 이에 해당된다.), 관측되는 주파수 f와 방출되는 주파수 f0는 다음과 같이 주어진다.
| 관측되는 주파수                                            | 주파수의 변경                                                                        |
| ---------------------------------------------------------- | ------------------------------------------------------------------------------------ |
| {\displaystyle f=\left(1-{\frac {v_{s,r}}{c}}\right)f_{0}} | {\displaystyle \Delta f=-{\frac {v_{s,r}}{c}}f_{0}=-{\frac {v_{s,r}}{\lambda _{0}}}} |

여기에서,
{\displaystyle v_{s,r}=v_{s}-v_{r}\,}는 관측자에 대한 파원의 속도이다. 파원이 관측자 쪽으로 이동하면 음의 값, 멀어지면 양의 값을 갖는다.
{\displaystyle c\,}는 파동의 속도이다.(예를 들면, 진공을 진행하는 전자기파의 경우 3×108m/s이다.)
{\displaystyle \lambda _{0}\,}는 파원의 좌표에서의 진행하는 전파의 파장이다.
이들 두 개의 방정식은 1차 근사치까지만 해당된다. 어쨌든, 이들은 파원과 관측자가 전파의 속도에 비해 매우 느린 경우나 파원과 관측자의 거리가 전파의 파장에 비해 매우 큰 경우에 유용하게 활용된다. 이러한 경우에 해당되지 않는다면 이 식들은 정확하지 않게 된다.

## 상대론적 도플러 효과
먼저, 파원과 관찰자가 서로 가까워지는 상황을 생각하자.

### 관찰자 기준 (파원이 움직일 때)
관찰자 입장에서, 움직이는 파원이 한 주기의 시간 {\displaystyle T_{0}}를 측정하는 동안, 관찰자는 {\displaystyle T_{1}={\frac {T_{0}}{\sqrt {1-({\frac {v}{c}})^{2}}}}}의 시간을 측정한다. 그러므로 파원에게 한 주기 {\displaystyle T_{0}}의 시간이 흐르는 동안, 파원은 {\displaystyle vT_{1}}만큼의 거리를 이동하고, 전자기파는 {\displaystyle cT_{1}}만큼 이동한다. 따라서 관찰자가 보는 전자기파의 파장 {\displaystyle \lambda _{obs}}은 {\displaystyle \lambda _{obs}=cT_{1}-vT_{1}}이 되며, 전자기파의 주기 {\displaystyle T_{obs}}은 {\displaystyle T_{obs}=\lambda _{obs}/c={\sqrt {\frac {1-v/c}{1+v/c}}}T_{0}}이 된

### 파원 기준 (관찰자가 움직일 때)
파원 입장에서, 관찰자가 파동의 어떤 파면을 관찰했을 때, 관찰자와 파동의 다음 파면까지의 거리는 파원이 보는 전자기파의 파장 {\displaystyle \lambda _{0}}와 같으며, 관찰자가 그때부터 그 다음 파면이 만날 때까지, 파원이 측정한 시간 {\displaystyle T'}은 {\displaystyle T'={\frac {\lambda _{0}}{c+v}}}와 같다. 파원 입장에서, 파원에게 {\displaystyle T'}의 시간이 흐르는 동안, 움직이는 관찰자는 {\displaystyle T_{obs}={\sqrt {1-({\frac {v}{c}})^{2}}}T'}의 시간을 측정한다. 그런데 {\displaystyle T_{obs}}는 관찰자가 보는 전자기파의 주기이므로, 관찰자의 전자기파 주기 {\displaystyle T_{obs}}은 {\displaystyle T_{obs}={\sqrt {1-({\frac {v}{c}})^{2}}}{\frac {\lambda _{0}}{c+v}}={\sqrt {1-({\frac {v}{c}})^{2}}}{\frac {cT_{0}}{c+v}}={\sqrt {\frac {1-v/c}{1+v/c}}}T_{0}}가 된다.
```

  

    

      

        

          
T

          

            
o

            
b

            
s

          

        

        
=

        

          

            

              

                
1

                
+

                
v

                

                  
/

                

                
c

              

              

                
1

                
−

                
v

                

                  
/

                

                
c

              

            

          

        

        

          
T

          

            
0

          

        

      

    

    
{\displaystyle T_{obs}={\sqrt {\frac {1+v/c}{1-v/c}}}T_{0}}

  

가 된다.
```

## 이용
스피드건, 레이다, GPS 위치 분석 등에 이용된다.

## 같이 보기
- 레일리 페이딩
- 페이딩
- 적색 편이
- 맥놀이